# 斯拉武塔區
斯拉武塔區（烏克蘭語：Славутський район）是位於烏克蘭西部赫梅利尼茨基州的舊區，首府設於斯拉武塔，於2020年被撤銷並併入舍佩蒂夫卡區。該區面積1,162平方公里，2015年人口30,136，人口密度每平方公里25.93人。